# 波普山
69°44′S 158°50′E / 69.733°S 158.833°E
波普山（英語：Pope Mountain）是南極洲的山峰，是托米林冰川的發源地，處於總督山東南面6公里，海拔高度1,345米，該山峰根據美國地質調查局的測量和美國海軍的空中照片被繪入地圖。